# Marcin Liberski
Marcin Liberski (ur. 10 kwietnia 1987 w Ostrowie Wielkopolskim) – polski żużlowiec.
Sport żużlowy uprawiał w latach 2003–2008 w klubach KM Ostrów Wielkopolski i Orzeł Łódź.
Dwukrotny finalista młodzieżowych indywidualnych mistrzostwa Polski (Piła 2004 – XVI miejsce, Toruń 2006 – XIII miejsce). Finalista turnieju o "Brązowy Kask" (Opole 2006 – IX miejsce). Finalista turnieju o "Srebrny Kask" (Rybnik 2007 – XII miejsce). Srebrny medalista młodzieżowych mistrzostw Polski par klubowych (Gorzów Wielkopolski 2008).